# St.-Pauli-Kirche (Bobbin)

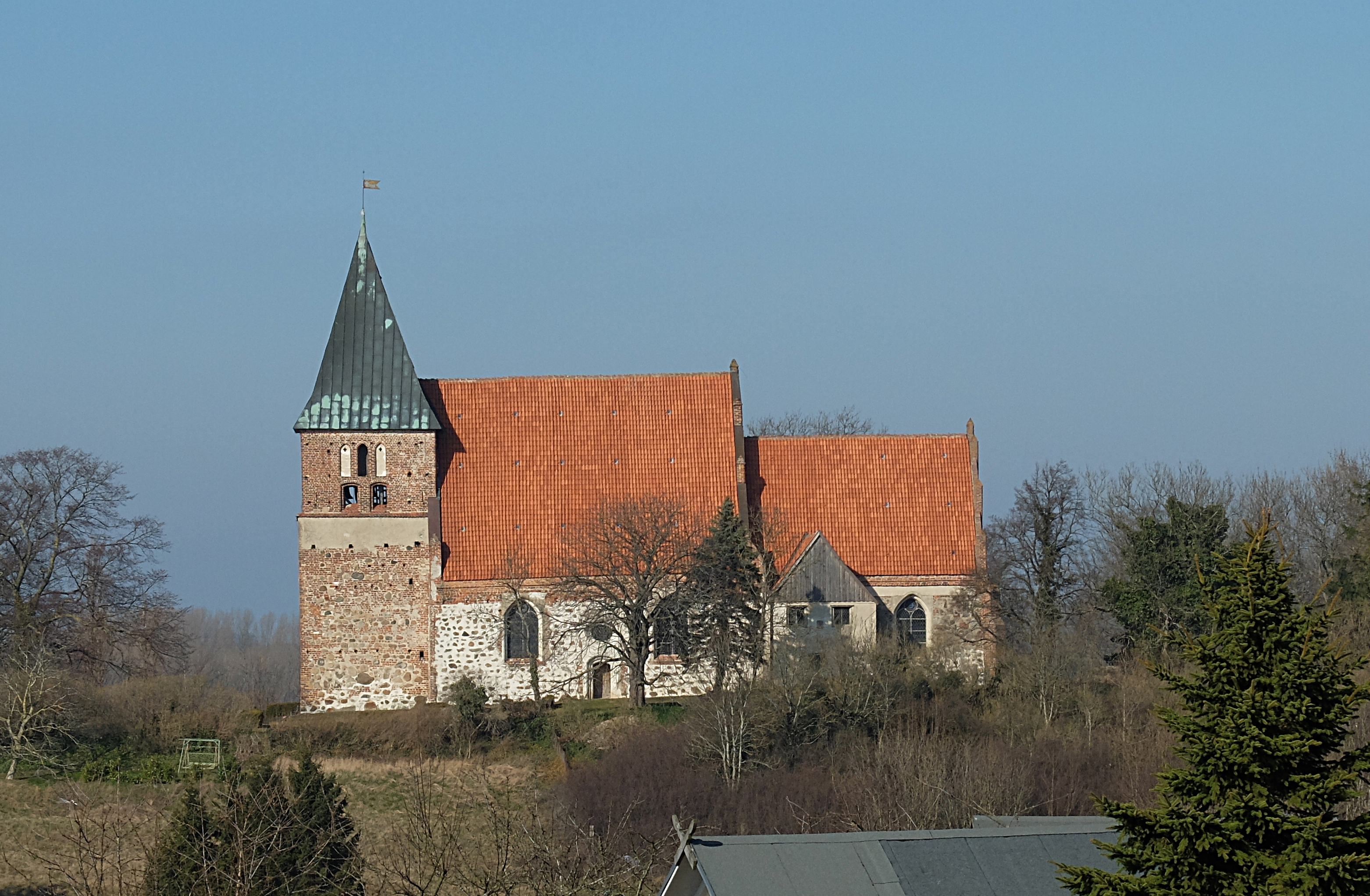
Die St.-Pauli-Kirche

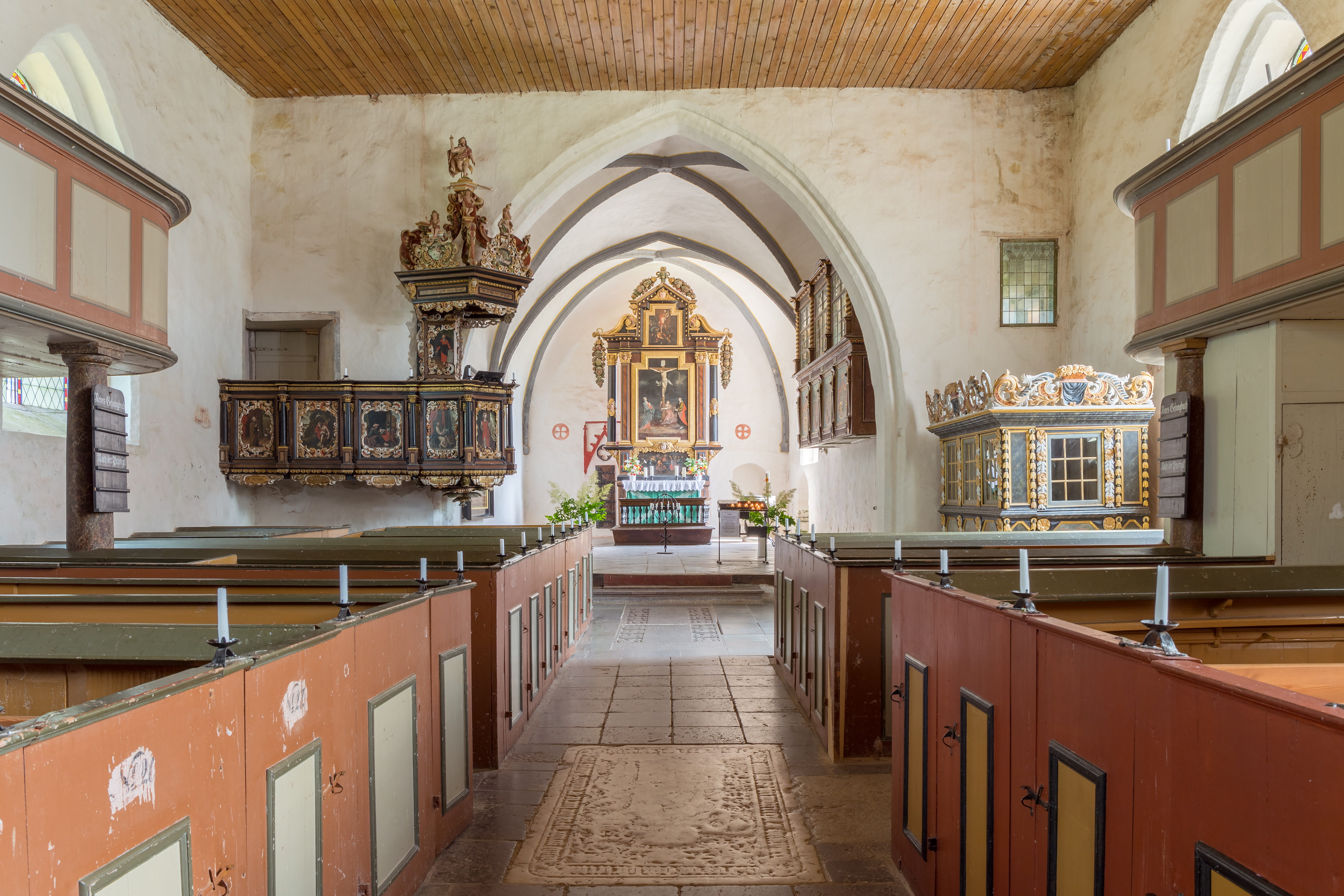
Blick Richtung Altar

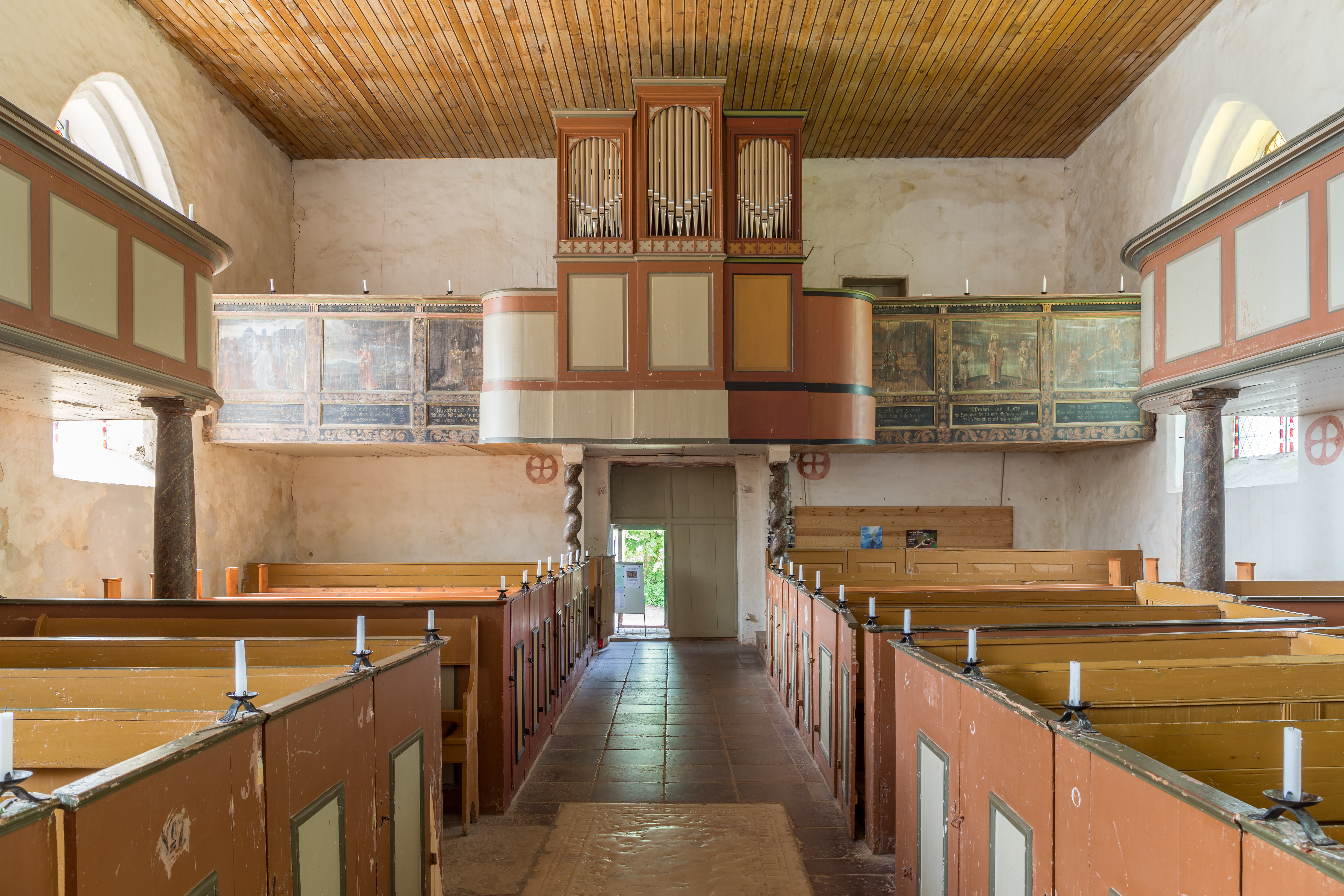
Blick zur Orgelempore

Die Kirche St. Pauli im Glower Ortsteil Bobbin ist die einzige erhaltene Feldsteinkirche auf der Insel Rügen. Sie gehört seit 2006 zur Kirchengemeinde Altenkirchen in der evangelischen Propstei Stralsund des Pommerschen Evangelischen Kirchenkreises der Evangelisch-Lutherischen Kirche in Norddeutschland.

## Geschichte
Die jetzige Kirche wurde um 1400 fertiggestellt. Wahrscheinlich befand sich an derselben Stelle ein Vorgängerbau, vermutlich auch ein heidnisches Heiligtum, das konvertiert wurde, worauf auch der Name hinweist; der namensgebende Apostel Paulus, Apostelgeschichte 9, weist darauf hin. Schon 1250 wurden der Ort und die „ecclesia de Babyn“ als Besitz des Klosters Bergen bezeichnet. Der Kirchbau des Jahres 1400 bestand aus dem Schiff mit Chor und Sakristei, der Turm kam ein Jahrhundert später hinzu. Das Likhus (Leichenhaus) wurde im 16. Jahrhundert an der Südseite des Chores angelegt, im 17. Jahrhundert wurde der Aufgang zur Patronatsloge ausgebaut. Die letzte Renovierung des Kircheninnern, bei der die Flachdecke erneuert wurde, erfolgte 1954/55. 1971 wurde das ursprünglich mit Schiefer gedeckte Dach renoviert.
Im 15. und 16. Jahrhundert war die Kirche St. Pauli eine der Rügener Wallfahrtskirchen. Papst Bonifatius IX. verlieh den Besuchern und Wohltätern der Kirche Ablass. Die damalige „ecclesia parochialis S. Pauli in Babbin“ gehörte zur Diözese Roskilde.
Im Jahre 1472 wurde ein Vorsteher der Bruderschaft der Heiligen Maria genannt. Nach der Reformation lag das Patronat vermutlich beim jeweiligen Landesherrn, seit 1652 bei der Herrschaft Spyker.

## Ausstattung
Die Fünte, der Taufstein, ist das älteste Stück der Kirche und stammt vermutlich aus dem Jahr 1300. Wahrscheinlich stand sie schon in einer um 1450 erwähnten Vorgängerkirche. Sie besteht aus einem runden Fuß und einer halbkugeligen Kuppa.
Der Sakralschrein entstand kurz nach 1400 und befindet sich gewöhnlich in einer spitzbogigen Nische in der Südwand der Sakristei. Damals wurden dort Hostien und Monstranz aufbewahrt, worauf die kunstvolle Bemalung hindeutet: Auf der eichenen Holztür befinden sich zwei Engel mit einer Monstranz. Auf der Türinnenseite ist eine Kreuzigungsgruppe vor rotem Hintergrund mit schwarzen Sternen dargestellt. Der Schrein ist nach Restaurierung in Berlin seit Ostern 2015 wieder in der Kirche.
Die nur noch bruchstückhaft erhaltenen Grabplatten stammen ebenfalls aus frühester Zeit. Im Mittelgang des Kirchenschiffes sind noch die Grabplatten der Mechthild von Jasmund und ihres Sohnes Hermann von Jasmund aus dem Jahr 1440 sowie zwei Grabplatten für Balthasar von Jasmund und seine jung verstorbenen Kinder aus dem Jahr 1618 erkennbar.
Eine Schranktruhe aus dem Jahre 1600 dient heute im Eingangsbereich als Spendentruhe. In einer Gruft unter der Kirche befindet sich der Sarg des Carl von Jasmund aus dem Jahr 1649.
Die meisten Ausstattungsstücke aus dem 17. Jahrhundert sind Stiftungen des Grafen Carl Gustav Wrangel, der 1652 das Patronatsrecht über die Kirchspiele Bobbin und Sagard erhielt. Auf der Kanzel aus dem Jahr 1662 befinden sich manieristische Darstellungen biblischer Gestalten vor einem Landschafts- oder Architekturhintergrund: Christus Salvator, Petrus, Johannes der Täufer, Moses, die vier Evangelisten, Paulus. Auf den Voluten des Schalldeckels befinden sich kleine Engel, auf der Spitze steht Christus als Salvator (Retter der Welt). Unter dem Schalldeckel hängt eine Taube als Symbol für den Heiligen Geist.
Der Altaraufsatz aus dem Jahr 1668 zeigt drei Motive aus dem Neuen Testament, die für den christlichen Glauben zentrale Bedeutung haben: auf dem Mittelbild die Kreuzigung Jesu, durch die alle Christen Anteil an der Sündenvergebung haben, auf dem unteren Bild das Abendmahl Jesu mit seinen Jüngern, durch das die Gemeinde heute mit ihm verbunden ist, auf dem oberen Mittelfeld mit Dreiecksgiebel die Auferstehung Jesu zum ewigen Leben, das allen Gläubigen verheißen ist.
Auf der Patronatsempore aus der zweiten Hälfte des 17. Jahrhunderts sind an den äußeren Feldern die Wappen des Fürsten Wilhelm Malte I. zu Putbus († 1854) und seiner Frau Fürstin Luise zu Putbus, geborene von Lauterbach († 1860), zu sehen. Auf ihren Geburtsnamen geht der Name von Lauterbach (Rügen), einer fürstlich putbus`schen Gründung, zurück. Die beiden inneren Felder zeigen das Wappen des Patronatsehepaares des 17. Jahrhunderts, des schwedischen Feldherren Graf Carl Gustav Wrangel und der Gräfin Anna Margareta Wrangel, geborene von Haugwitz.
Der Beichtstuhl von 1745 ist ein Werk des Stralsunder Tischlers Michel Müller.   Auf den Feldern des unteren Teils befinden sich Darstellungen mit erläuternden Bibeltexten:
- Ein Wanderer in der Landschaft: „Wandelt wie die Kinder des Lichts“ Eph 5,9 LUT
- Christus richtet einen vor ihm knienden Mann auf: „Ich habe keinen Gefallen am Tod des Gottlosen, sondern dass er sich bekehre und lebe.“ Ez 33,11 LUT
- Ein Mann hebt die Hände der Sonne mit Namen Jahwe entgegen: „Gott sei mir Sünder gnädig“ Lk 18,13 LUT
- Christus mit ausgebreiteten Armen: „Kommt her zu mir alle, die ihr mühselig und beladen seid, ich will euch erquicken.“ Mt 28,11 LUT

Martin Luther lehnte nicht die Beichte, sondern nur den Beichtzwang ab. Das Entscheidende war für ihn das Vergebungswort Christi in der Absolution. Die lutherische schwedische Kirche behielt die Einzelbeichte vor dem Abendmahl bei. Die pommersche Kirche wurde nicht der schwedischen Staatskirche eingegliedert, sondern behielt ihr hergebrachtes Kirchenrecht bei, so dass ihre relative Selbständigkeit sich mit kirchlichem Konservativismus verband und Modernisierungen in andern deutschsprachigen lutherischen Territorien nicht mitvollzogen wurden. Deshalb gibt es auf der Insel Rügen rund 20 Beichtstühle des 17./18. Jahrhunderts in evangelisch-lutherischen Kirchengebäuden. Das Innere des Bobbiner Beichtstuhls trug jetzt überstrichene und nur schwer lesbare Inschriften. Man erkennt im Beichtstuhl den Sitz des Pfarrers und Bänke für die Beichtenden. Es war nämlich nicht immer im strikten Sinn eine Einzelbeichte; aus Zeitmangel wurden oft mehrere Personen gleichzeitig in den Beichtstuhl geholt.
Das Gestühl und die Orgel stammen aus dem 19. Jahrhundert. Die einmanualige Buchholz-Orgel wurde 1842 vom Berliner Orgelbauer Carl August Buchholz gebaut und hat sechs Register. Die beiden Pedalregister wurden 1878 durch den Orgelbauer Barnim Grüneberg hinzugefügt. Das Instrument hat keine Koppel.
| Manualwerk C– |             |    |
| 1.            | Gedackt     | 8′ |
| 2.            | Prinzipal   | 8′ |
| 3.            | Octave      | 4′ |
| 4.            | Superoctave | 2′ |

| Pedal C– |         |     |
| 5.       | Subbaß  | 16′ |
| 6.       | Violone | 8′  |

Das Geläut der St. Pauli-Kirche wurde im Jahr 2002 erneuert. Die im Jahr 1649 von Wrangel gestiftete Glocke wurde restauriert, die beiden 1929 angeschafften Stahlglocken durch neue Bronzeglocken ersetzt.
Auf dem Friedhof befindet sich ein Gruftbau aus dem Jahre 1782. 56 erhaltene Grabwangen stammen aus den Jahren 1755 bis 1884.